# Довгоноса акула бразильська
Довгоноса акула бразильська (Rhizoprionodon lalandii) —акула з роду Довгоноса акула родини сірі акули. Інша назва бразильська гостроноса акула.

## Опис
Загальна довжина досягає 78-80 см. Голова подовжена. Морда стиснута з боків, загострена, досягає 4,4-5,4% довжини тіла. Очі великі. Бризкальця відсутні. Губні борозни довгі та добре виражені, що присутні на верхній та нижній губах. Рот дугоподібний. На кожній щелепі розташовано по 24-25 робочих зубів. Зуби дрібні, вузькі. У дорослих особин на відміну від молодих відсутні зазубрин з боків зубів. У неї 5 пар зябрових щілин. Тулуб стрункий, подовжений. Грудні плавці широкі, невеликі, трикутної форми. Має 2 спинних плавців, між якими відсутнє хребтове узвишшя. Перший спинний плавець має трикутну форму, з довгим вільним краєм в основі задньої крайки. Його розташовано відразу за грудними плавцями. Він значно більше за задній. Задній плавець розташовано навпроти анального. Анальний більше за задній спинний плавець. Хвостовий плавець гетероцеркальний, верхня лопать сильно розвинена.
Забарвлення спини темно-сіре або коричнево-сіре. Черево має світло-попелястий колір.

## Спосіб життя
Тримається на глибинах від 3 до 70 м. Воліє до мілини та прибережних вод, ділянок з піщаним, мулистим та піщано-мулистим ґрунтом. Доволі активна й швидка акула. Живиться анчоусами, оселедцевими, бичками, сардинами, креветками, кальмарами. Молоді акули переважно полюють на молюсків, ракоподібних, морських черв'яків, личинок.
Статева зрілість у самців настає при розмірах 45-50 см, самиць — 54 см. Самиця народжує від 2 до 5 акуленят. завдовжки 33-34 см.
Ця акула є об'єктом аматорської риболовлі. М'ясо дуже цінується за смакові якості. Продається в свіжому, сушеному, соленому вигляді.
Для людини небезпеки не становить.

## Розповсюдження
Мешкає від узбережжя Панами до південної Бразилії. Особливо часто зустрічається біля Венесуели та північної Бразилії.